# Симнасский район
Симнасский район (лит. Simno rajonas) — административно-территориальная единица в составе Литовской ССР, существовавшая в 1950—1959 годах. Центр — город Симнас.
Симнасский район был образован в составе Каунасской области Литовской ССР 20 июня 1950 года. В его состав вошли 16 сельсоветов Алитусского уезда, 7 сельсоветов Кальварийского уезда и 6 сельсоветов Мариямпольского уезда.
28 мая 1953 года в связи с ликвидацией Каунасской области Симнасский район перешёл в прямое подчинение Литовской ССР.
19 марта 1959 года Симнасский район был упразднён, а его территория разделена между Алитусским (город Симнас, 8 сельсоветов полностью и 1 частично), Капсукским (2 сельсовета) и Лаздийским (1 сельсовет полностью и 1 частично) районами.